# Karame
Karāme è una località giordana in cui, negli anni sessanta, si ebbe un importante scontro militare fra i fedayyin di al-Fath e l'esercito israeliano. Gli israeliani persero 33 uomini e registrarono 161 feriti, 27 carri armati colpiti e 4 abbandonati sul campo di battaglia. I palestinesi ebbero 156 morti e 141 prigionieri finiti nelle carceri israeliane. Anche le forze giordane subirono perdite, con 84 morti e 250 feriti 
Le dimensioni dello scontro non giustificherebbero di per sé la grande attenzione riservatagli dalla resistenza palestinese se esso non avesse significato il primo fatto d'armi positivo per un'organizzazione armata palestinese dopo la Nakba (Catastrofe) del 1948.
Il toponimo della battaglia servì a denominare una brigata dell'ALN (Armata di Liberazione Nazionale) dell'OLP, operativa in Libano meridionale nel 1982, poco prima dell'invasione israeliana del Paese (Prima guerra israelo-libanese).